# Matilde Marín
Matilde Marín (25 de junio de 1948) es una fotógrafa y artista visual argentina. Ha recibido el Premio Konex de Platino en la categoría de grabado en 1992 y en la categoría de artes gráficas en 2002.

## Biografía

### Primeros años y educación
Marín creció en la ciudad de Buenos Aires y se licenció en escultura en la Escuela Nacional de Bellas Artes Prilidiano Pueyrredón. Continuó su formación en grabado en la Escuela Superior de las Artes de Zúrich.

### Carrera
Marín afirma que su papel como artista es ser «testigo activa de los acontecimientos históricos y sociales». Su obra refleja situaciones relacionadas con el cambio climático y la alteración natural o artificial del paisaje. Comenzó trabajando con medios de grabado y a principios de los años 1990 cambió su práctica trabajando exclusivamente con vídeo y fotografía.
Durante la década de 1980, Marín se involucró en el mundo gráfico, centrándose en la exploración de medios no convencionales e introduciendo diferentes técnicas de impresión y trabajo con libros. En 1984 creó el Grupo Seis con la artista Alicia Díaz Rinaldi, el cual fue invitado por la historiadora del arte Mari Carmen Ramírez para participar en la Bienal de Puerto Rico (1988).
Marín participó en las bienales de Cuenca en Ecuador (2001), Curitiba en Brasil (2015), Jerusalén en Israel (2015), Karachi en Pakistán (2017) y La Habana en Cuba (2019). En 2021 fue una de las artistas participantes de BIENALSUR, en una exposición dedicada a la problemática medioambiental.

## Exhibiciones destacadas
- 2019 Cuando divise el humo azul de Ítaca, en la Galería Del Infinito Arte, Buenos Aires, Argentina
- 2017 Arqueología de sí misma, en la Fundación OSDE, Buenos Aires, Argentina
- 2014 Una línea continua, temas sobre el paisaje, en el Museo Nacional de Bellas Artes, Neuquén, Argentina

Fuente: